# Symphleps
Symphleps is een geslacht van vlinders van de familie venstervlekjes (Thyrididae).

## Soorten
- S. atomosalis (Hampson, 1897)
- S. ochracea (Pagenstecher, 1886)
- S. perfusa Warren, 1902
- S. seta (Viette, 1958)
- S. signicostata (Strand, 1913)
- S. suffusa Warren, 1898